# Малі Бірки
Малі́ Бі́рки — село в Україні, у Гримайлівській селищній громаді Чортківського району Тернопільської області. Розташоване на річці Гнилка, на сході району. До 2020 адміністративний центр Малобірківської сільської ради, якій було  підпорядковане село Новосілка.
Населення — 386 осіб (2001).

## Населення

### Мова
Розподіл населення за рідною мовою за даними перепису 2001 року:
| Мова       | Кількість | Відсоток |
| ---------- | --------- | -------- |
| українська | 385       | 99.74%   |
| російська  | 1         | 0.26%    |
| Усього     | 386       | 100%     |

## Історія
Перша писемна згадка про село датується 1564 роком.
Діяли «Просвіта» та інші товариства.
1 серпня 1934 року село увійшло до складу новоутвореної гміни Товсте (гміна).
12 червня 2020 року, відповідно до розпорядження Кабінету Міністрів України № 724-р «Про визначення адміністративних центрів та затвердження територій територіальних громад Тернопільської області» увійшло до складу Гримайлівської селищної громади.
19 липня 2020 року, в результаті адміністративно-територіальної реформи та ліквідації Гусятинського району, село увійшло до складу новоутвореного Чортківського району.

## Символіка
Затверджена 22 червня 2023р. рiшенням №3787 XVII сесії селищної ради VIII скликання. Автори - В.М.Напиткін, С.В.Ткачов.

### Герб
У зеленому щиті п'ять золотих гілочок сосни – дві, одна і дві. Щит вписаний в золотий декоративний картуш, внизу якого напис "МАЛІ БІРКИ", і увінчаний золотою сільською короною.
Герб означає велику кількість лісів і нагадує про аналогію з Великими Бірками. Герб є напівпромовистим.

### Прапор
На зеленому квадратному полотнищі п'ять жовтих гілочок сосни – дві, одна і дві.

## Політика

### Парламентські вибори, 2019
На позачергових парламентських виборах 2019 року у селі функціонувала окрема виборча дільниця № 610235, розташована у приміщенні клубу.
Результати
- зареєстровано 268 виборців, явка 60,07%, найбільше голосів віддано за «Слугу народу» — 25,32%, за Радикальну партію Олега Ляшка — 16,46%, за «Європейську Солідарність» — 15,19%.[5] В одномандатному окрузі найбільше голосів отримав Микола Люшняк (самовисування) — 26,11%, за Ігоря Сопеля (Слуга народу) — 21,66%, за Романа Василіцького (Об'єднання «Самопоміч») — 15,29%[6].

## Релігія
- церква Собору Пресвятої Богородиці і Йосифа Обручника (1846, мурована),
- капличка із джерелом (1996).

## Пам'ятки
Споруддено пам'ятник воїнам-односельцям, полеглим у німецько-радянській війні (1961), встановлено пам'ятний хрест на честь скасування панщини (відновлено 1993), насипана символічна могила Борцям за волю України (1993).

## Відомі люди

### Народилися
- Петро Драль (1897—1935) — український друкар, громадський діяч.
- Віра Стецько (1956—2016) — українська мистецтвознавиця, музейний працівник, громадська діячка.
- Кравець Степан Миколайович (1951) — український літератор, педагог. Член НСЖУ, літературного об'єднання Тернопільської обласної організації НСПУ. Лауреат премії імені Іванни Блажкевич.
- Сенявський Василь Анатолійович (1980-2023)— український військовослужбовець, учасник російсько-української війни[7][8].

### Проживали, працювали
Пастирював релігійний діяч о. С. Мохнацький.

## Галерея

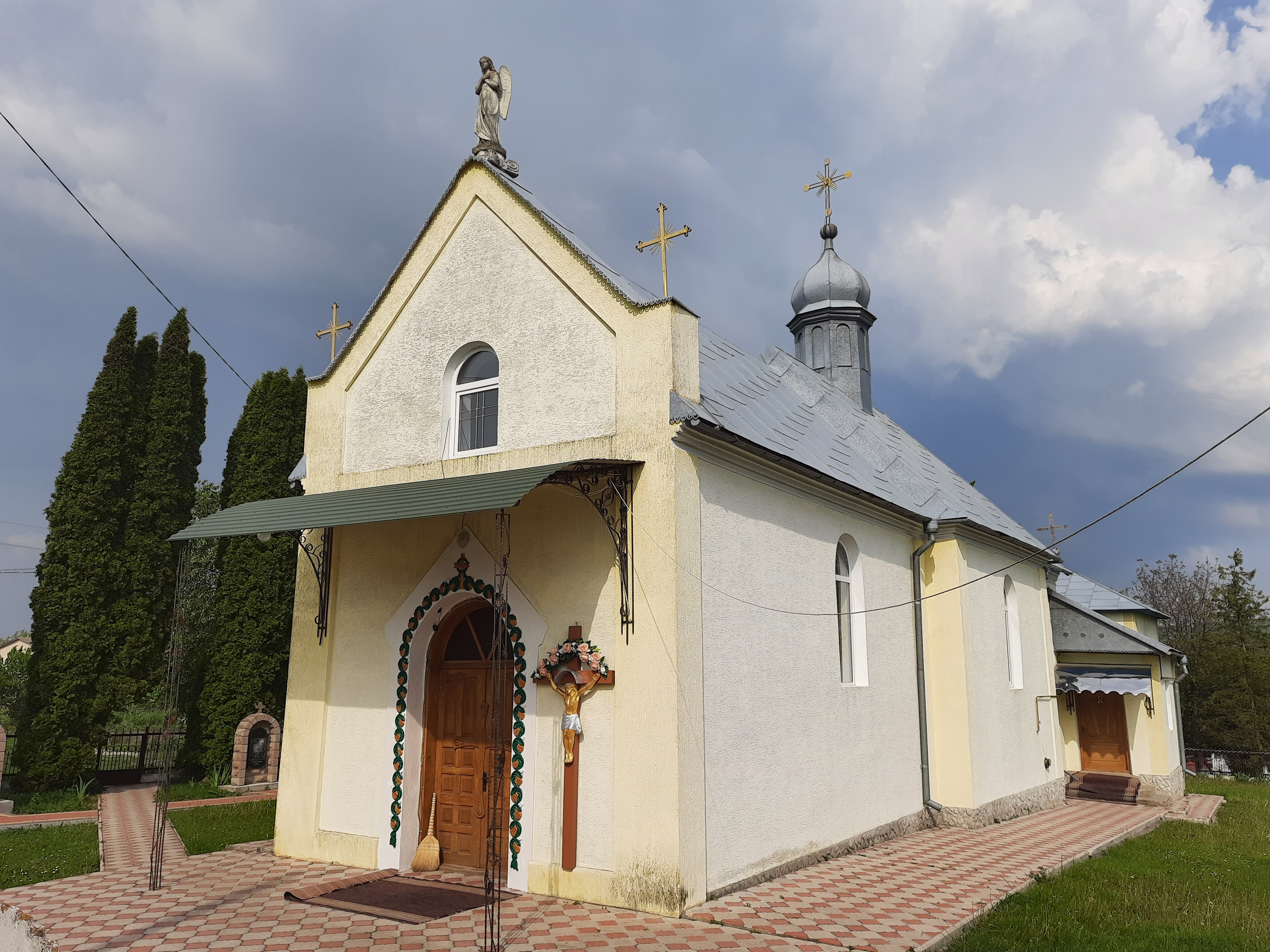
Церква Собору Пресвятої Богородиці і Йосифа Обручника
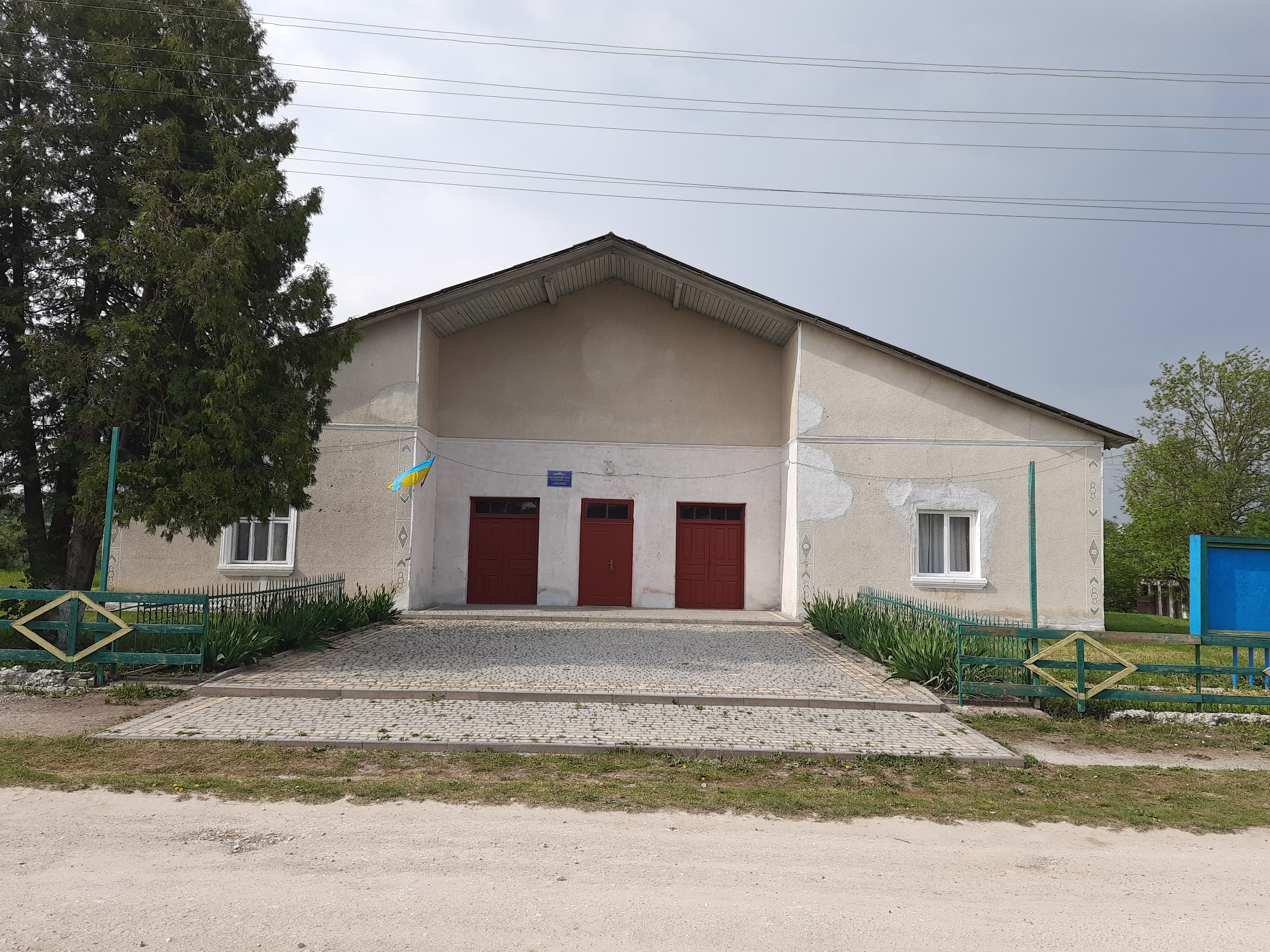
Клуб
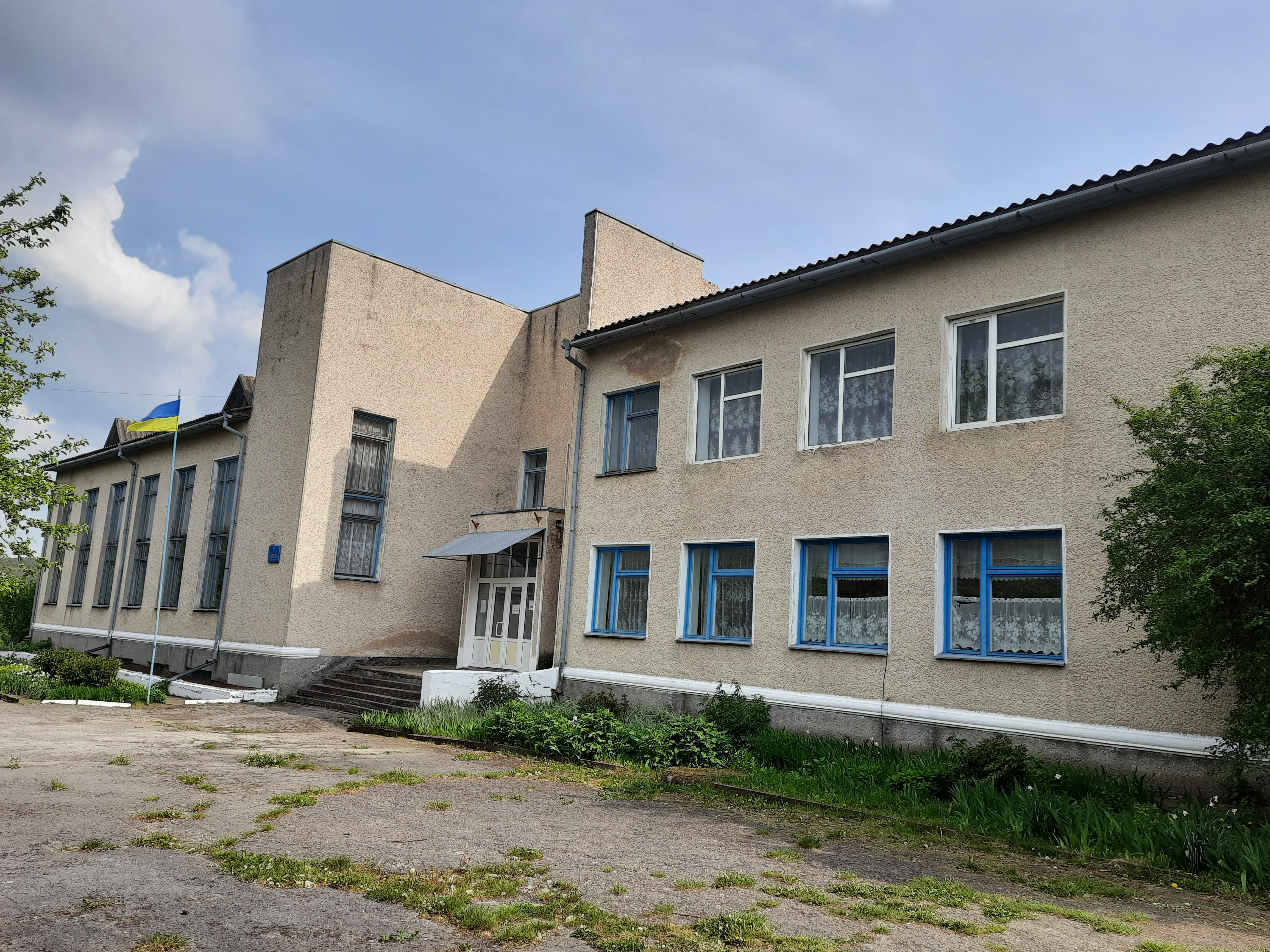
Школа
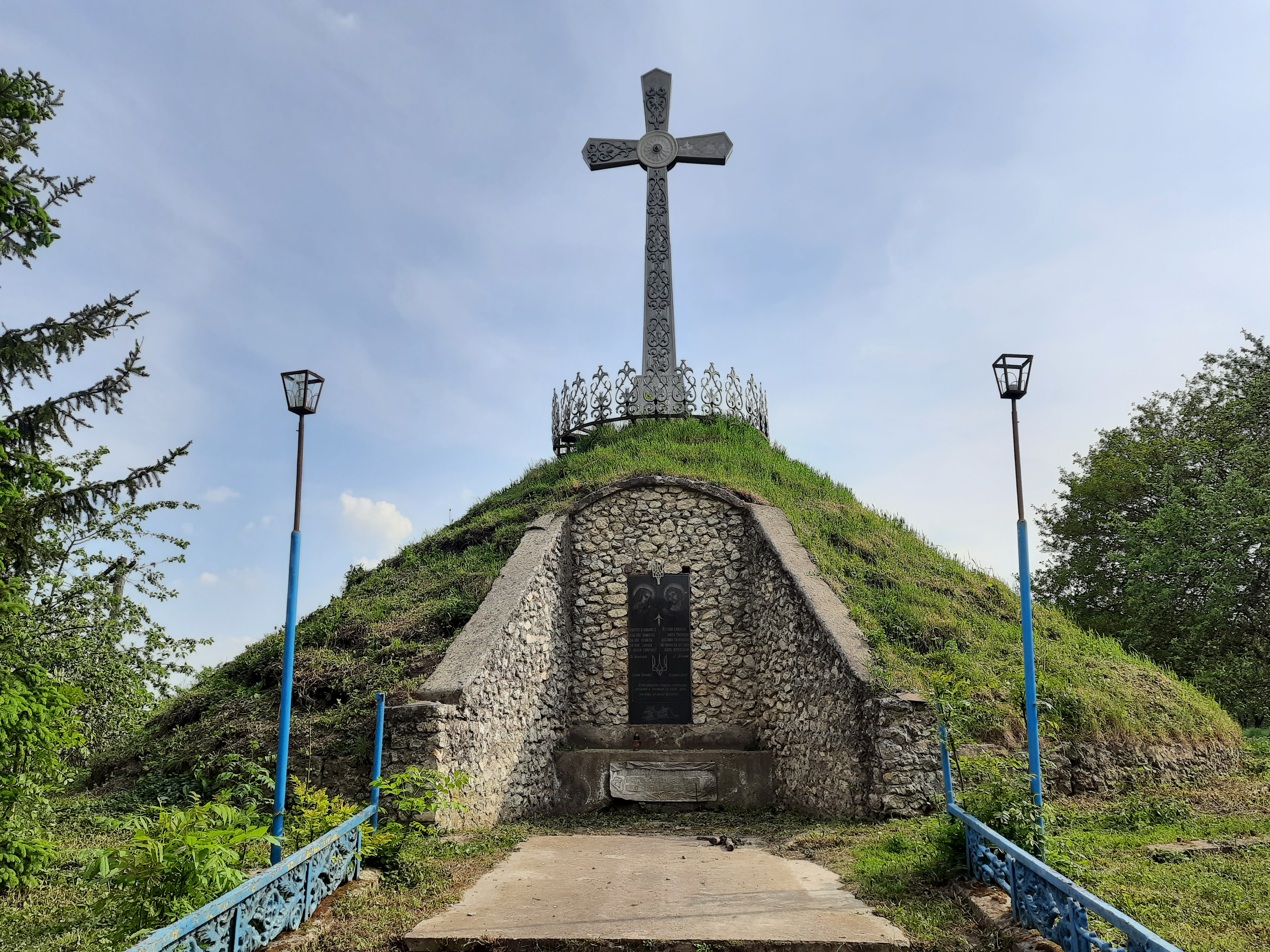
Символічна могила Борцям за волю України
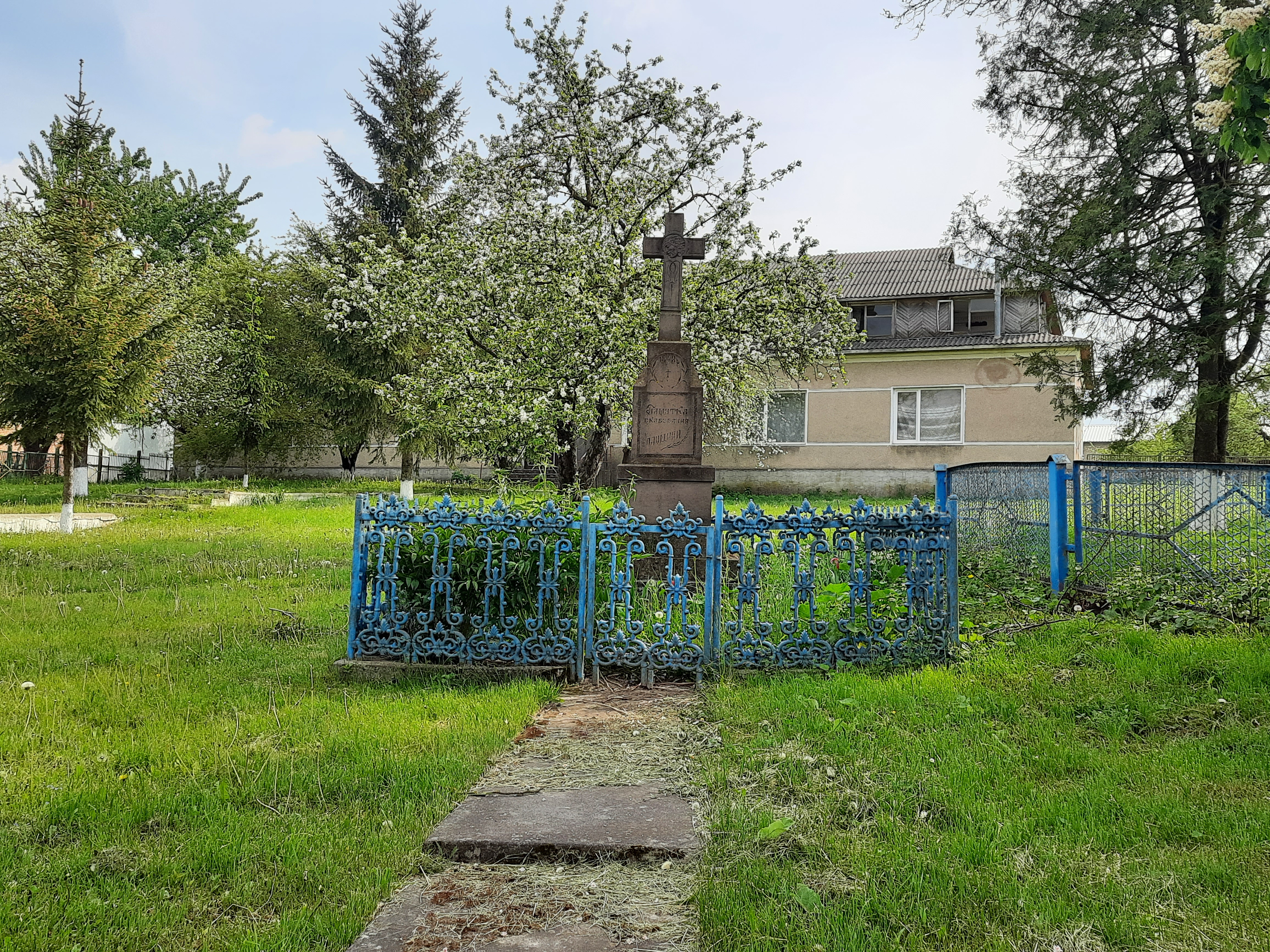
Пам'ятний хрест з нагоди скасування панщини